# Schaambeenvoeg

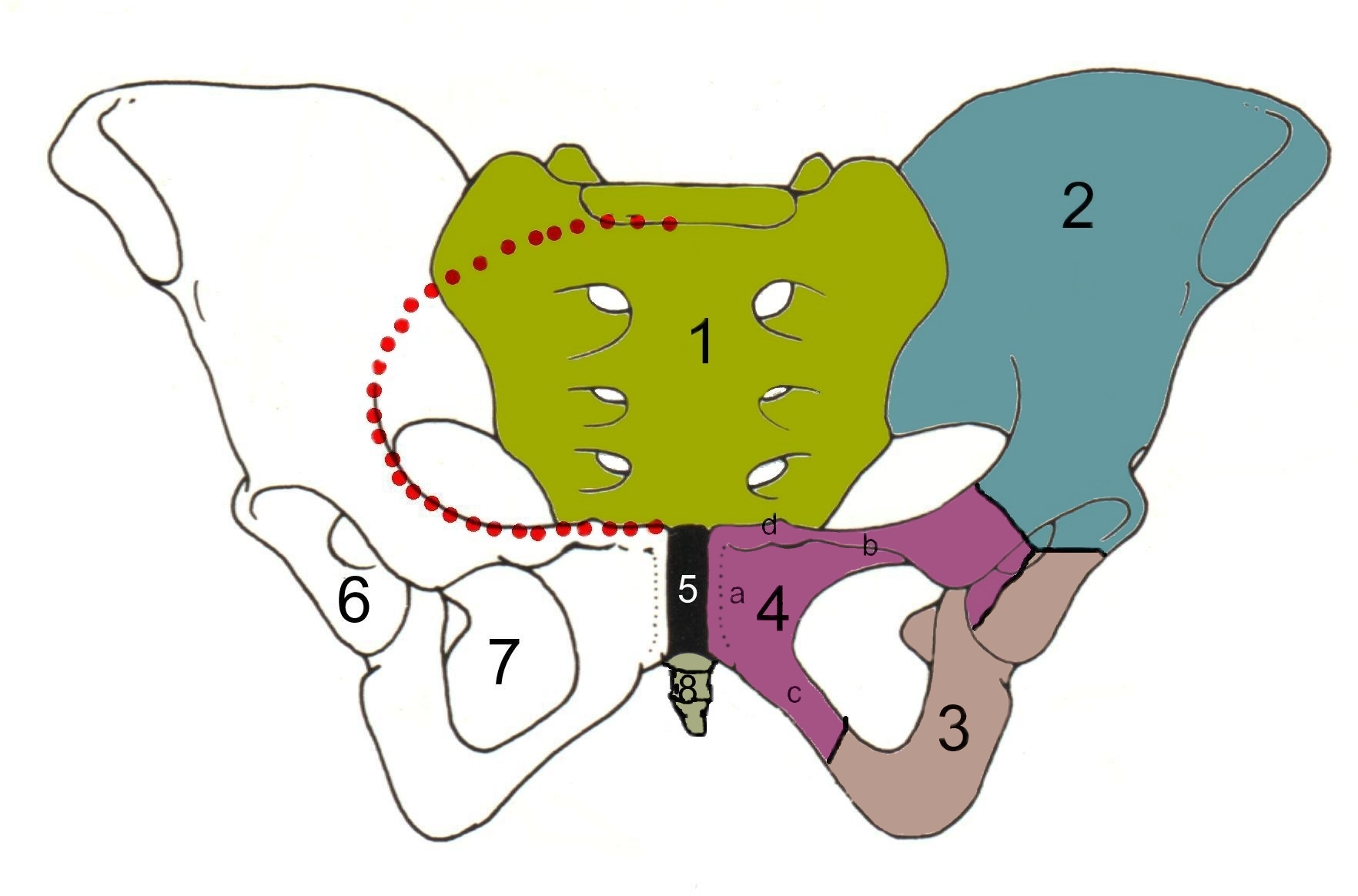
Skelet van het bekken, vooraanzicht
1 = heiligbeen
2 = darmbeen
3 = zitbeen
4 = schaambeen
4a = corpus, 4b = ramus superior richting hoofd, 4c = ramus inferior aan staartzijde, 4d = tuberculum pubicum
5 = schaambeenvoeg
6 = heupkom
7 = foramen obturatum
8 = stuit
rode stippellijn = linea terminalis

De schaambeenvoeg, schaamvoeg, symfyse, symphysis pubica of symphysis ossium pubis is een fibrocartilagineuze botverbinding, een gewricht, die het linker en rechter heupbeen verbindt.
De heup bestaat uit de drie botten die in de puberteit aan elkaar groeien: het zitbeen, het darmbeen en het schaambeen. De schaambeenvoeg is de verbinding tussen het schaambeen van de linker en van de rechter heup.
Het schaambeen heeft vlak naast de voeg een vooruitstekend knobbeltje, het tuberculum pubicum. Bij lichamelijk onderzoek kan dit tuberculum goed worden gevoeld, het is palpeerbaar. Het vormt de mediale aanhechtingsplaats van de liesband, van het ligamentum inguinale.
schedel · wervelkolom · borstkas · borstbeen · schoudergordel · arm · bekkengordel · been

bot · gewricht · botten van de mens